# Бернт-Пайн
Бернт Пайн (на норфолкском языке: Ban Pain) — самый большой город тихоокеанского острова Норфолк. В городе больше всего коммерческих зданий и достопримечательностей среди населённых пунктов острова. В центре города расположены кафе и торговые центры.

## География
Город расположен на примерно выровненном с востока на запад гребне вулканических почв, примерно в 100 метрах над уровнем моря. Верховья Каскад-крик, Брокен-Бридж-крик (северная сторона) и Уотермилл-крик (южная сторона) текут прямо из-под хребта.

## История
В 1795 году первому флитеру Эндрю Гудвину был предоставлен участок площадью шестьдесят акров (лот 64) на Миддлгейт-Роудс и Куин-Элизабет-Роудс-Норфолк-Айленд, где он жил со своей женой Лидией Манро и своими детьми до 1802 года. На карте 1844 года этот район обозначен как «овечья стоянка», а на карте 1904 года-как крупные сельские владения. Толчок к основанию города был дан в 1942 году во время Тихоокеанской войны, когда началось строительство военного аэродрома (ныне аэропорт острова Норфолк). Это повлекло за собой уничтожение взлетно-посадочной полосы Восток-Запад. К концу войны на пересечении Тейлорс-Роуд и Грасси-Роуд (первоначальное название Бернт-Пайн) было построено несколько магазинов и новый госпиталь, а в 1946 году на Тейлорс-Роуд был построен Роусон-Холл. Регулярное коммерческое авиасообщение с 1946 года привело к постепенному росту туризма, и Бернт-Пайн был хорошо расположен на окраине аэропорта для размещения новых гостевых домов и магазинов, таких как Holloway’s 'Sample Rooms', чайная лавка, которая работала на возвышении Тейлорс-Роуд, известном как Холлоуэйс-Хилл. Новая больница была построена в 1952 году на углу Грасси-Роуд. Расширение города соответствовало росту туристической индустрии. Развитие распространилось на восток вдоль Тейлор-Роуд: магазин дьюти-фри открылся на Тейлор-Роуд в 1953 году, как и магазин «Лисайд» рядом с новым углом Каскад-Роуд. Туристический бум начался в середине 1960-х годов, и по мере распространения города название Бёрнт-Пайн последовало и теперь относится ко всей урбанизированной области.

## Население
Данные переписи населения по различным районам острова Норфолк отсутствуют. Численность Бернт-Пайн в 2007 году оценивалась в 180 человек.